# Lalden
Lalden je obec v německy mluvící části švýcarského kantonu Valais, v okrese Visp. Žije zde 649 obyvatel.

## Geografie
Lalden se nachází v Horním Valais mezi severním břehem řeky Rhôny a jižní rampou Lötschberské dráhy. Obec sousedí na severu s Eggerbergem, na severovýchodě s Natersem, na východě s Brig-Glisem, na jihu s Vispem a na západě s Baltschiederem.
Před starým centrem obce (s domem Owlighaus z roku 1520) stojí nová zástavba na rovině.

## Historie
Obec je poprvé zmiňována v roce 1218 jako Laudona; roku 1540 se pak objevuje současný  název Lalden. Od středověku je spojena s Vispem mostem (původně dřevěným, od roku 1924 železným a od roku 1976 betonovým). Před rokem 1798 patřil Lalden k okrsku Visp. V čele obce stáli dva vladykové. Stanovy obce z roku 1540 byly obnoveny v roce 1734. Radnice se připomíná v roce 1662. Do roku 1965 byl Lalden farností Vispu, od té doby je samostatnou farností. Kaple zasvěcená svatému Josefovi pochází z roku 1666, moderní kostel pak z let 1974–1976. Zemědělství, jehož zavlažovací systém je zmiňován již v roce 1312, tvoří téměř výhradně chov ovcí jako vedlejší činnost místních obyvatel. Výstavba petrochemických továren společností Lonza AG a Teranol AG proměnila v 60. letech 20. století Lalden v průmyslovou obec.

## Obyvatelstvo

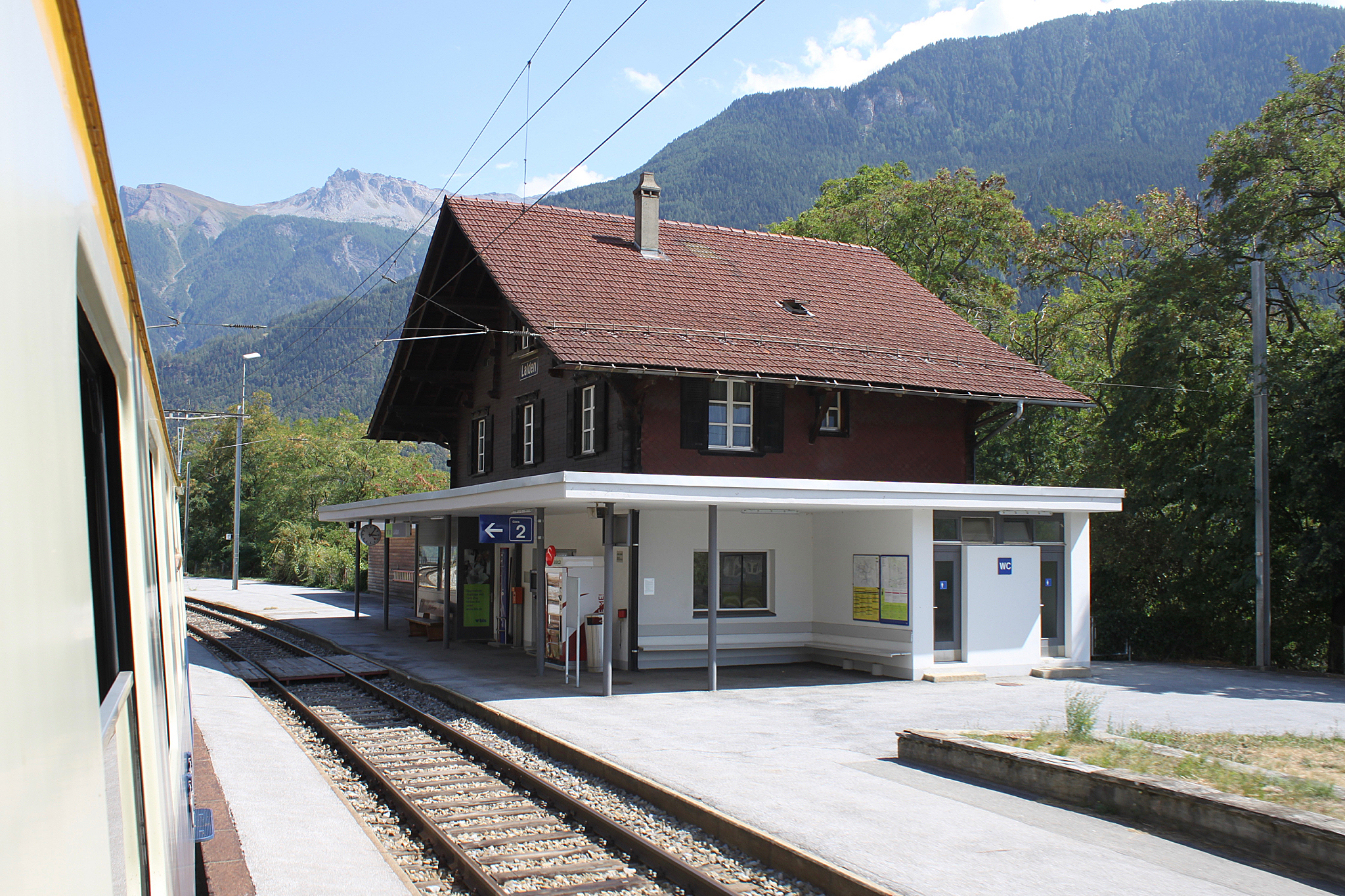
Železniční stanice

| Rok            | 1802 | 1850 | 1900 | 1950 | 1970 | 2000 | 2010 | 2014 | 2018 |
| Počet obyvatel | 90   | 139  | 188  | 443  | 545  | 651  | 662  | 667  | 649  |

## Doprava
Obec leží mimo hlavní silnice, nedaleko od kantonální hlavní silnice č. 9, která plynule navazuje na dálnici A9.
Železniční stanice Lalden se nachází na Lötschberské dráze, provozované společností BLS AG, vysoko nad obcí. Je nejméně frekventovanou stanicí na jižní rampě (k roku 2018) a místní obyvatelé ji téměř nevyužívají, slouží primárně pro turisty jako výletní výchozí bod.